# Batalla de Holowczyn
La batalla de Holowczyn o Holofzin o Golovchin enfrontà l'exèrcit rus, dirigit pel Mariscal de camp Borís Xeremétev, i l'exèrcit Suec, dirigit per Carles XII de Suècia, de només 26 anys. Malgrat els obstacles naturals i la superioritat artillera enemiga, els suecs foren capaços de derrotar les forces russes numèricament superiors. Segons hom diu fou la victòria preferida de Carles XII.

## Preludi
Després de derrotar Polònia i Saxònia, Carles estava preparat per enfrontar el seu enemic restant en la Gran Guerra del Nord: Rússia. La millor ruta al cor del territori rus era al llarg de la divisòria continental, des de Grodno fins a Minsk i Smolensk. Des d'allà, es podia arribar a Moscou sense haver de creuar rius importants. Carles, per contra, escollí una ruta més directa però més difícil, havent de creuar els rius Berézina i Drut. L'exèrcit marxà des del seu quarter d'hivern prop de Radoszkowice el juny de 1708; la marxa fou penosa a causa de les males comunicacions i el clima.
L'elecció inesperada de ruta feu que els russos dubtessin sobre els objectius dels suecs. A més a més, amb Pere el Gran fora el Mariscal de Camp Borís Xeremétev havia de competir amb la rivalitat d'Aleksandr Ménxikov. Després d'un consell de guerra, es decidí establir la línia de defensa russa al Dnièper. Durant el juny i el juliol l'exèrcit rus es desplegà lentament entorn el Vabich, un afluent pantanós del riu Drut.
La força principal de l'exèrcit rus estava desplegada al voltant del poble de Vasilki, a l'est i a través del Vabich des de Holowczyn. Els ponts sobre el Vabich es fortificaren i defensaren amb artilleria. Al sud, el General Anikita Repnín desplegà la seva força i fortificà la seva posició tres quilòmetres al sud-est. Entre els dos camps fortificats s'estenia terreny pantanós que no es podia fortificar.
Els suecs havien observat el desplegament rus al llarg del Vabich. A partir del 30 del juny, els regiments suecs començaren a bivaquejar a les alçades a l'oest de Holowczyn. Carles i els seus seguidors s'adonaren del buit en les defenses, i decidiren en un pla d'atac. Creuar l'àrea pantanosa entre els dos camps russos seria no solament un moviment insospitat, sinó que també serviria per dividir la força enemiga en dos. Per assegurar èxit, l'atac s'havia de realitzar en la foscor de nit.

## Batalla

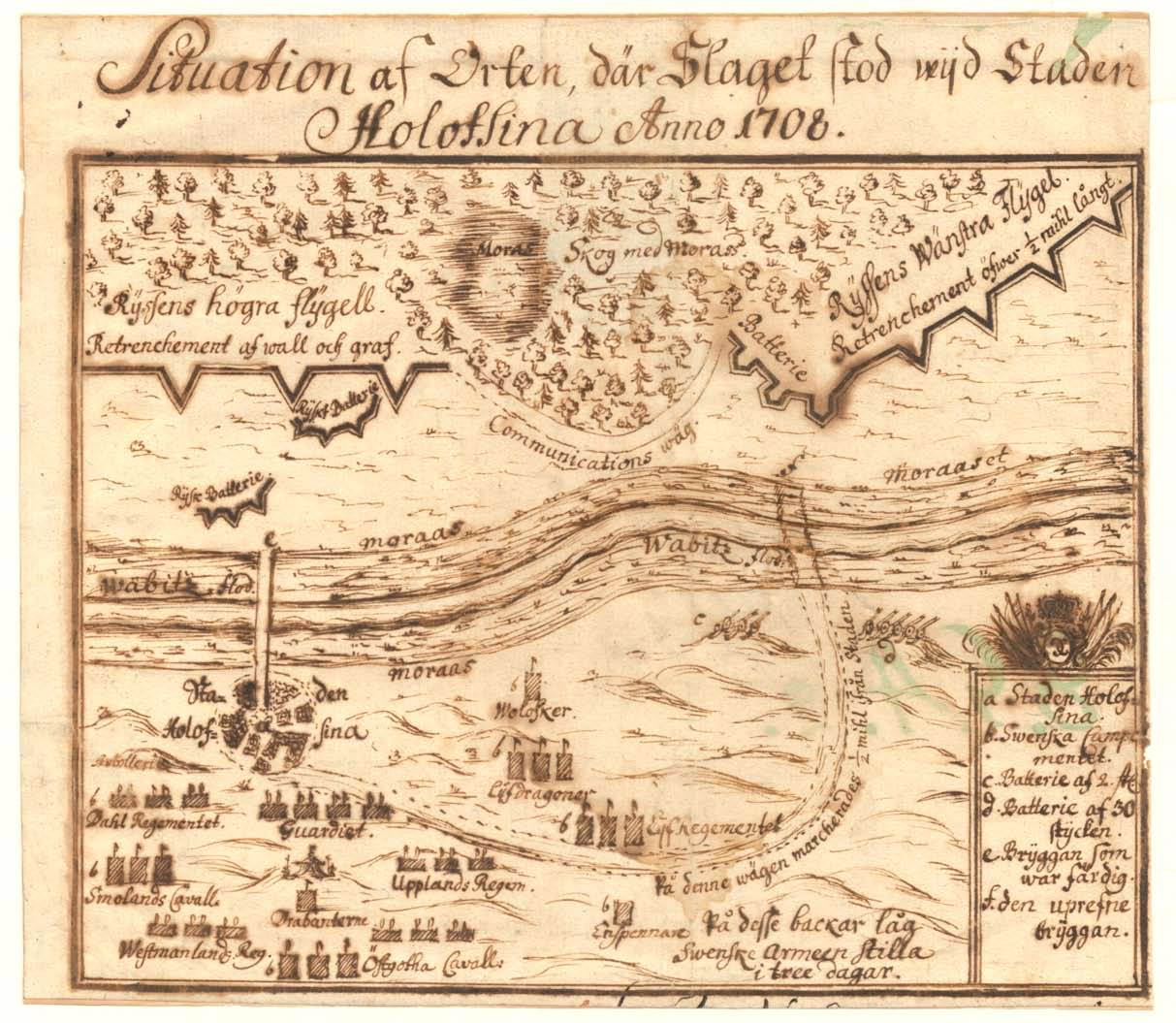
Pla suec de batalla

La mitjanit del 4 de juliol els suecs es començaren a moure's silenciosament cap al riu. La infanteria portava feixines per ajudar-los a travessar el pantà a l'altra banda del ponts de pontons sobre el Vabich. Tanmateix, les fortes precipitacions feien massa pesats els pontons per transportar-los; i foren abandonats. A les 2:30 l'alarma sonà als camps russos, mentre l'artilleria sueca començava a bombardejar la riba oposada. L'èxit suec depenia de quantes tropes podrien travessar el riu sense l'ajut de pontons abans que les forces enemigues poguessin mobilitzar-se. Carles, com feia sovint, liderà la càrrega personalment travessant a l'altre costat del riu davant dels seus homes. Després de formar amb dificultat a la riba pantanosa, els suecs començaren a avançar a través del pantà. Mentrestant, es posaren feixines a les ribes per facilitar la travessia de la cavalleria. Tant els enginyers com l'avantguarda sueca començaren a ser hostilitzats per l'artilleria de Repnín.
El general Repnín aviat veié el perill de la formació d'una falca sueca entre les dues posicions russes, i ordenà els seus homes abandonar el camp i marxar cap al nord vers Xeremétev. Cinc batallons suecs lluitaven durament per impedir als regiments russos fusionar-se. Xeremétev, que sentia el so de batalla, enviava reforços cap a la posició de Repnín, però a hores d'ara hi havia prou forces sueques per impedir a aquests reforços reunir-se amb Repnín. Aquest es veié forçat a retirar les seves forces cap a l'est i cap al sud. La cavalleria sueca a hores d'ara havia seguit la infanteria a través del riu, i havia escampat els seus homòlegs russos cap al sud.
En aquest punt, les forces de Xeremétev encara estaven esperant a través del riu des de Holowczyn. Havien estat sobre en alerta màxima moltes hores, en la creença que l'atac contra Repnín era un estratagema i esperant que l'atac suecs principal seria des de Holowczyn. Finalment, Xeremétev prengué la iniciativa d'atacar el camp suec gairebé indefens a l'oest. Tanmateix, quan arribaren les notícies del contratemps de Repnín a Xeremétev, decidí no esperar un atac suec contra la seva rereguarda, i es començà a retirar cap a Shklov pel Dnieper.

## Seqüeles
La victòria donava una línia defensiva als suecs al llarg del Dnièper i l'àrea al voltant de Mahiliou es podia utilitzar com a base d'operacions en la seva campanya contra Rússia. Tanmateix, a causa del gran nombre de tropes russes que pogueren escapar no era una victòria estratègica decisiva.